# Raphaëlle Tervel
Raphaëlle Tervel (* 20. April 1979 in Besançon, Frankreich) ist eine ehemalige französische Handballspielerin, die viele Jahre für die französische Handballnationalmannschaft auflief.

## Karriere
Tervel spielte ab dem Jahre 1996 bei JA Maîche. Zwei Jahre später schloss sich Tervel ES Besançon an, bei dem sie insgesamt zehn Spielzeiten unter Vertrag stand. In diesem Zeitraum gewann sie dreimal die französische Meisterschaft, viermal den französischen Pokal, zweimal den Ligapokal sowie einmal den Europapokal der Pokalsieger. Daraufhin wechselte die Allrounderin zum spanischen Erstligisten BM Bera Bera. Ab Januar 2010 stand sie bis zum Saisonende 2009/10 beim norwegischen Spitzenverein Larvik HK unter Vertrag, mit dem sie die nationale Meisterschaft errang. Anschließend kehrte Tervel wieder nach Spanien zurück, wo sie für SD Itxako auflief. 2012 geriet der Verein in finanziellen Schwierigkeiten, weshalb ihr Vertrag nicht verlängert wurde und sie sich dem ungarischen Verein Győri ETO KC anschloss. Im Sommer 2014 beendete sie dort ihre Karriere. In den beiden Spielzeiten in Győr gewann sie jeweils die Meisterschaft, den nationalen Pokal sowie die EHF Champions League. Im Dezember 2022 wurde Tervel von Győri ETO KC, dem mehrere Spielerinnen im zentralen Abwehrbereich nicht zur Verfügung standen, reaktiviert.
Tervel absolvierte 249 Partien für die französische Auswahl, in denen ihr 372 Treffer gelangen. Mit der französischen Équipe nahm die Rechtshänderin 2000, 2004, 2008 und 2012 an den Olympischen Spielen teil. Auch aktiv für Frankreich war sie bei den Weltmeisterschaften 
2001, 2003, 2005, 2007, 2009 und 2011 sowie bei den Europameisterschaften 2000, 2002, 2004, 2006 und 2008. Ihr größter Erfolg mit der Nationalmannschaft war der Gewinn der Weltmeisterschaft 2003 in Kroatien.
Ab Dezember 2014 gehörte sie dem Trainerteam des französischen Zweitligisten ES Besançon an. Ab dem Sommer 2015 war sie Cheftrainerin von ES Besançon, der ab der Saison 2015/16 in der höchsten französischen Spielklasse antrat. Nach der Saison 2020/21 beendete sie ihre Trainertätigkeit bei ES Besançon. In der Saison 2022/23 war sie als Co-Trainer bei Győri ETO KC beschäftigt. Zur Saison 2024/25 übernahm sie den französischen Erstligisten Brest Bretagne Handball.

## Erfolge
- französische Meisterschaft 1998, 2001, 2003
- französischer Pokal 2001, 2002, 2003, 2005
- französischer Ligapokal 2003, 2004
- norwegische Meisterschaft 2010
- spanische Meisterschaft 2011, 2012
- spanischer Supercup 2007, 2009, 2011, 2012
- Copa de la Reina 2007, 2009, 2011, 2012
- ungarische Meisterschaft 2013, 2014, 2023
- ungarischer Pokal 2013, 2014
- EHF Champions League 2013, 2014
- Europapokal der Pokalsieger 2003
- 1. Platz bei der Weltmeisterschaft 2003
- 2. Platz bei der Weltmeisterschaft 2009 und 2011
- 3. Platz bei der Europameisterschaft 2002 und 2006